# Crime de guerre
Ne doit pas être confondu avec Crime contre l'humanité.

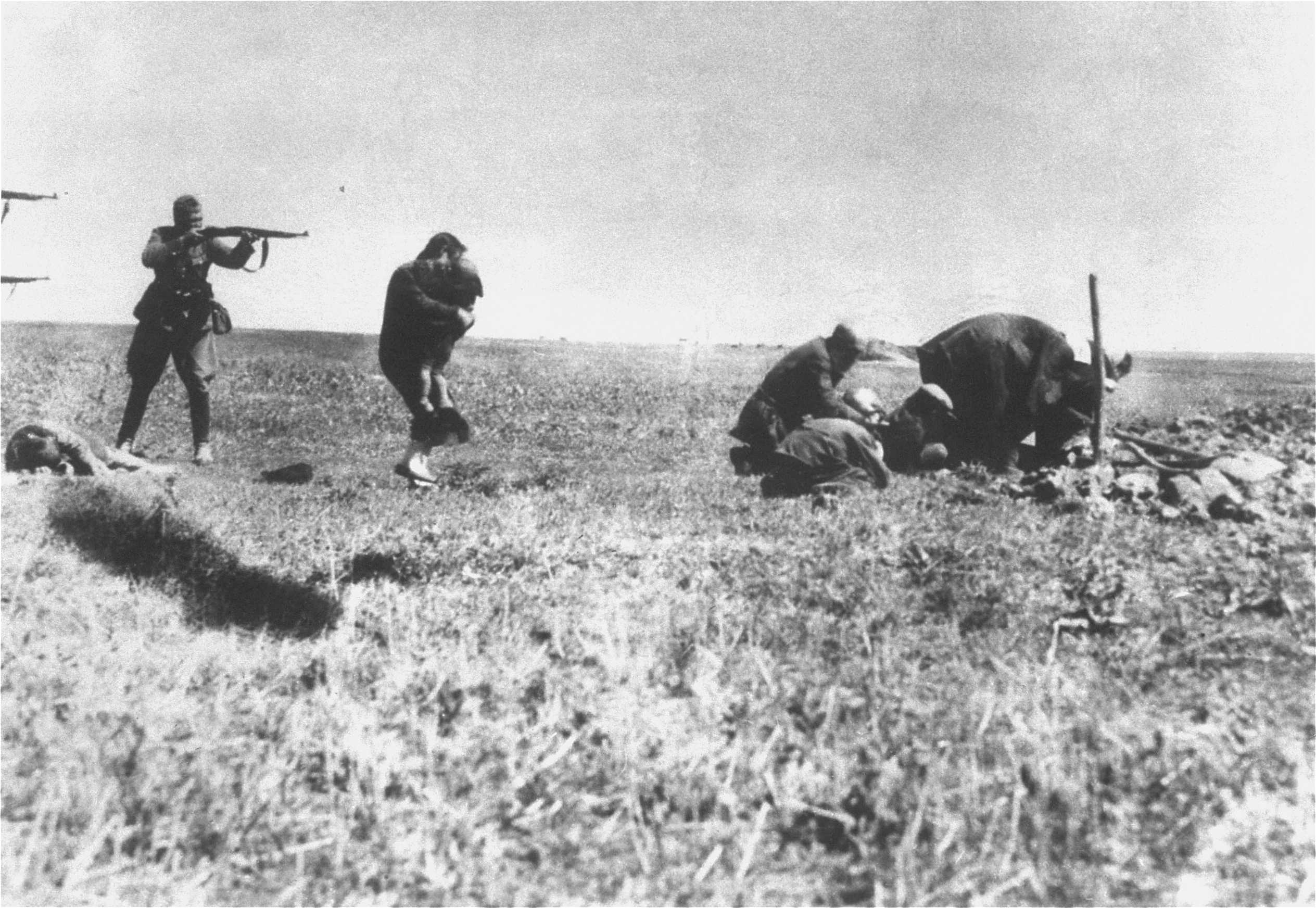
Une femme juive et son enfant vont être abattus par les Einsatzgruppen pendant que d'autres victimes doivent creuser leur propre fosse, à Ivanhorod en Ukraine, 1942.

Un crime de guerre est une violation du droit de la guerre d'une gravité particulière.
On retrouve dans les General Orders de 1863 du Président Lincoln l'une des premières tentatives de codification de la notion de crime de guerre.
Aux Nations unies, le crime de guerre est défini par des accords internationaux. Le Statut de Rome (les 59 alinéas de l'article 8) régit les compétences de la Cour pénale internationale (CPI) pour poursuivre des violations graves du droit international humanitaire commises par des individus (non des États) qui reposent notamment sur les conventions de Genève de 1864, 1906, 1929 et 1949 qui définissent les crimes de guerre. Ceci inclut principalement les cas où une des parties en conflit s'en prend volontairement à des objectifs non militaires, aussi bien humains que matériels. Un objectif non militaire comprend les civils, les prisonniers de guerre et les blessés, a fortiori des villes ne comportant pas de troupes ou d'installations militaires.
Un crime de guerre correspond donc à une violation des lois de la guerre qui donne lieu à une responsabilité pénale individuelle pour des actes commis soit par des combattants, tels que le fait de tuer intentionnellement des civils ou de tuer intentionnellement des prisonniers de guerre, la torture, la prise d'otages, la destruction sans nécessité de biens civils, les violences sexuelles en temps de guerre, le pillage, soit par tout individu faisant partie de la structure de commandement, comme le fait d’ordonner de commettre des exécutions massives, y compris le génocide ou le nettoyage ethnique, le fait de ne pas faire de quartier lorsque l’ennemi se rend, l'enrôlement d'enfants dans l'armée, et le non-respect des concepts juridiques de proportionnalité et de nécessité militaire.
En 1945, le procès de Nuremberg, chargé après la Seconde Guerre mondiale de juger les responsables et les organisations nazis coupables de crimes de guerre, a ajouté une nouvelle incrimination de crime contre l'humanité.
La plus récente définition internationale de ce qui constitue un crime de guerre est donnée à l'article 8 du Statut de Rome, entré en vigueur en 2002, et définit les attributions de la CPI. Cette cour n’est toutefois pas reconnue par tous les pays, en particulier par les États-Unis.

## Historique

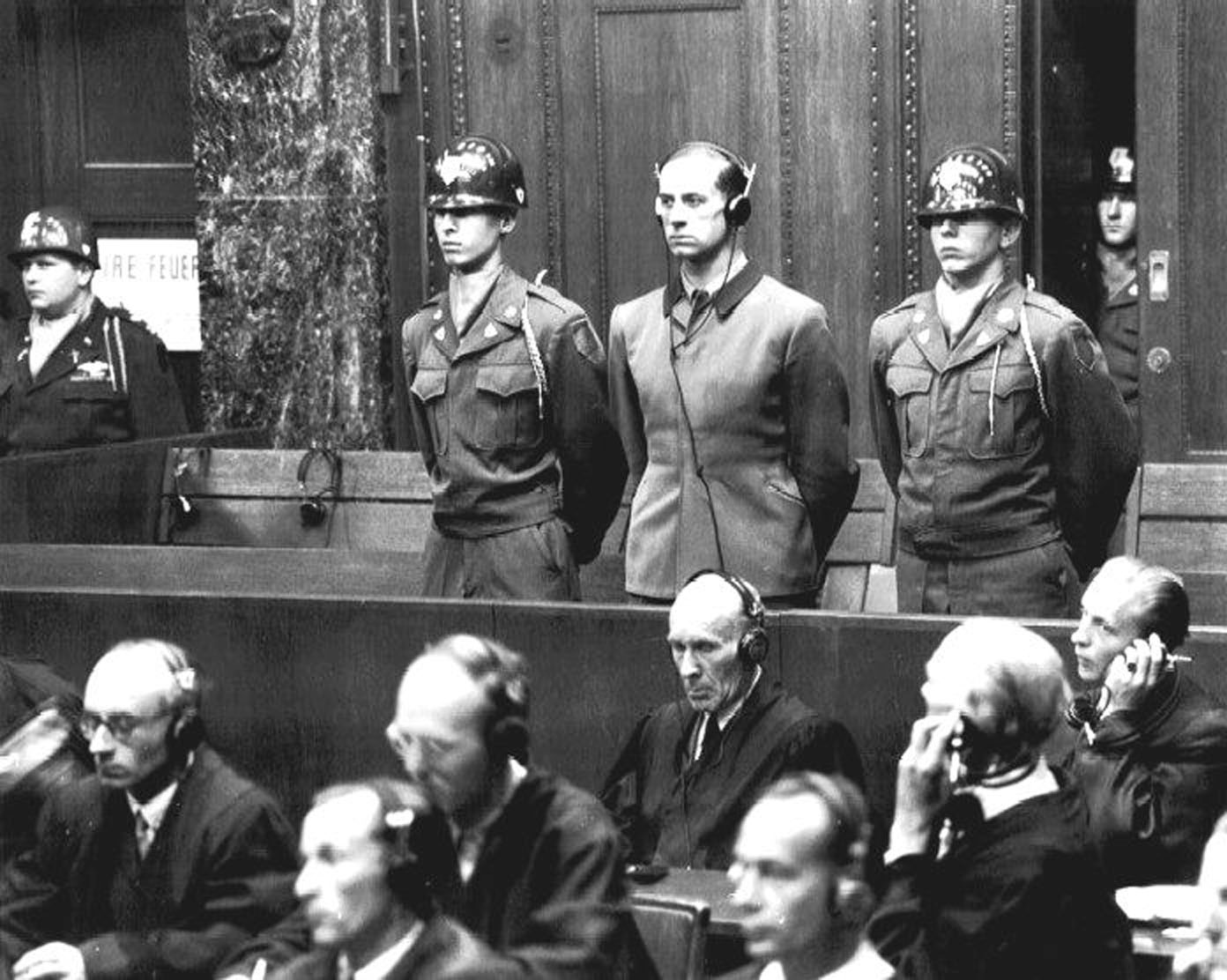
Le Tribunal militaire international de Nuremberg en 1945 (sur la photo, Karl Brandt, médecin personnel d'Adolf Hitler et responsable du programme d'euthanasie).

Le concept de crime de guerre est aussi ancien que les lois de la guerre[réf. nécessaire] qu'on trouve aussi bien chez les peuples antiques que chez les peuples primitifs. Mis au point à la fin du XIXe et au début du XXe siècle, à l’occasion de la codification du droit international humanitaire, il tient sur l'interdiction qu’ont les parties au conflit d'utiliser certains moyens et méthodes de combat, particulièrement ceux commis contre des personnes nécessitant une protection particulière, contre les pourvoyeurs d’une aide humanitaire ou les participants aux opérations de maintien de la paix et ceux commis avec des méthodes de guerre interdites. Les tribunaux internationaux, composés des États membre, s’occupent de juger les auteurs de crimes de guerre.
La Déclaration à l'effet d'interdire l'usage de certains projectiles en temps de guerre faite à Saint-Pétersbourg le 11 décembre 1868 évoque le principe selon lequel l’emploi d’armes qui « aggraveraient inutilement les souffrances des hommes mis hors de combat ou rendraient leur mort inévitable » serait « dès lors contraire aux lois de l’humanité ».
Pourtant durant la guerre franco-allemande de 1870, les crimes commis par les troupes prussiennes furent nombreux comme à Poigny-la-Forêt et Saint-Léger-en-Yvelines.
En 1899, la communauté internationale débat à La Haye de la clause de Martens, concernant les « lois de l'humanité », qui figurera au préambule de la Seconde conférence de La Haye sur les lois et coutumes de guerre en 1907. Elle constate que « les populations et les belligérants sont sous la sauvegarde et sous l’empire du droit des gens, tels qu’ils résultent […] des lois de l’Humanité […] ».

## Tribunaux internationaux

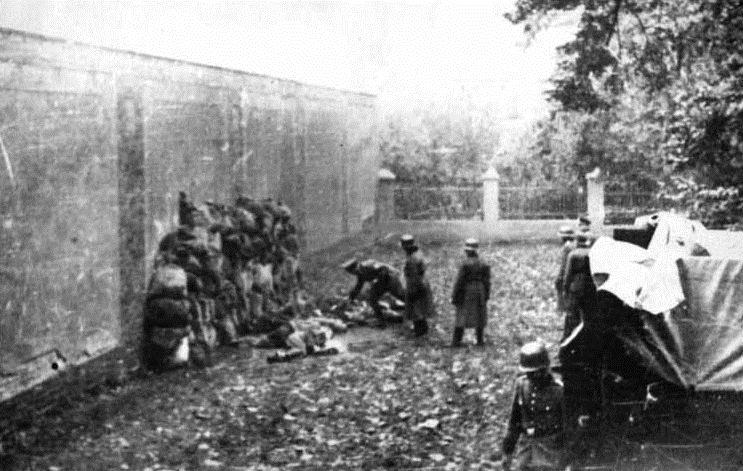
Exécution de Polonais : un officier allemand donne le coup de grâce (Einsatzkommando, octobre 1939)

Les crimes de guerre ont une signification importante dans les droits de l'homme, car c'est un domaine où les États ont pu s'entendre pour créer des tribunaux internationaux. Il en existe, ou en a existé, à ce jour[Quand ?], six :
1. Le Tribunal militaire international de Nuremberg, qui a jugé les crimes commis par le régime nazi durant la Seconde Guerre mondiale ;
2. Le Tribunal militaire international pour l'Extrême-Orient (TMIEO), qui a jugé les crimes commis par le régime shōwa (le régime impérial japonais) durant la Seconde Guerre mondiale ;
3. Le Tribunal pénal international pour l'ex-Yougoslavie (TPIY), qui est chargé de juger les personnes responsables des crimes commis sur le territoire de l'ex-Yougoslavie depuis le 1er janvier 1991 ;
4. Le Tribunal pénal international pour le Rwanda (TPIR), qui est chargé de juger les personnes responsables des crimes commis au Rwanda durant le génocide des Tutsis ;
5. Le Tribunal spécial pour la Sierra Leone (TSSL), qui est chargé de juger les plus importants responsables des crimes commis durant la guerre civile sierra-léonaise ;
6. La Cour pénale internationale (CPI), siégeant de façon permanente à La Haye depuis le 1er juillet 2002, créée pour poursuivre les crimes de guerre commis après cette date.

Tous ces tribunaux sont, ou ont été, chargés de juger les personnes responsables de crimes et non les États ou les organisations. La légitimité de certains de ces tribunaux, notamment la CPI, est remise en question par certains États ou gouvernements.
Le 19 juillet 2005, la justice britannique a inculpé trois soldats pour crime de guerre, à la suite d'exactions commises sur des prisonniers irakiens entre le 13 et le 15 septembre 2003 à Bassorah. C'est la première fois qu'une juridiction nationale utilise contre ses propres ressortissants l'accusation de crime de guerre telle qu'elle est définie par la CPI. Le procès a débuté en avril 2006, et a été conduit par une cour martiale britannique[réf. souhaitée], la CPI n'est en effet compétente qu’en cas de défaillance ou de mauvaise volonté des États.
En marge de la justice internationale, se sont constitués des « tribunaux d'opinion », organismes qui débattent, entre autres, des crimes de guerre. Le plus célèbre fut le Tribunal Russell, appelé aussi « Tribunal international des crimes de guerre ».

## Notions voisines du crime de guerre

### Crime contre l'humanité et génocide
Même commis à l'occasion d'une guerre, certains actes de cruauté, lorsqu'ils sont d'une exceptionnelle gravité, ne sont pas qualifiés de crimes de guerre, mais font l'objet d'une qualification spéciale, :
- Les crimes contre l'humanité : cette notion est récente à l'échelle de l'histoire de la guerre, puisqu'elle a été introduite en 1946 en réaction aux crimes particulièrement graves des nazis. Bien que leur définition ait évolué depuis, ils ont été définis ainsi à l'époque par la Charte de Londres[10] :

« Les Crimes contre l'Humanité [sont] l'assassinat, l'extermination, la réduction en esclavage, la déportation, et tout autre acte inhumain commis contre toutes populations civiles, avant ou pendant la guerre, ou bien les persécutions pour des motifs politiques, raciaux ou religieux (…). »

Les assassinats et la déportation relèvent déjà du « simple » crime de guerre, mais ils deviennent crimes contre l'humanité lorsqu'ils ont un caractère systématique et planifié. Bien que cette définition ait été élaborée sur mesure pour juger les crimes nazis, le régime hitlérien n'est pas le seul de l'histoire à s'être rendu coupable de crimes contre l'humanité, y compris après la Seconde Guerre mondiale.
- Le génocide a été défini en 1948 par la Convention pour la prévention et la répression du crime de génocide[11] :

« L'un quelconque des actes ci-après, commis dans l'intention de détruire, ou tout ou en partie, un groupe national, ethnique, racial ou religieux, comme tel :

a) Meurtre de membres du groupe ;

b) Atteinte grave à l'intégrité physique ou mentale de membres du groupe ;

c) Soumission intentionnelle du groupe à des conditions d'existence devant entraîner sa destruction physique totale ou partielle ;

d) Mesures visant à entraver les naissances au sein du groupe ;

e) Transfert forcé d'enfants du groupe à un autre groupe. »

Le génocide est donc une catégorie de crime contre l'humanité. Bien que la tentative des nazis d'exterminer les juifs (par déportation, extermination, stérilisation…) soit le premier exemple de génocide qui vienne à l'esprit, le Tribunal de Nuremberg n'avait utilisé que la qualification générale de « crimes contre l'humanité », puisque celle de « génocide » n'existait pas encore en 1945. Comme pour le crime contre l'humanité, le génocide n'est pas l'apanage des nazis. On peut citer par exemple le génocide des Tutsis au Rwanda de 1994, dont l'objectif était d'exterminer les Tutsis du pays et qui se serait soldé par 800 000 victimes.

### Différence entre crime de guerre, ruse de guerre et perfidie

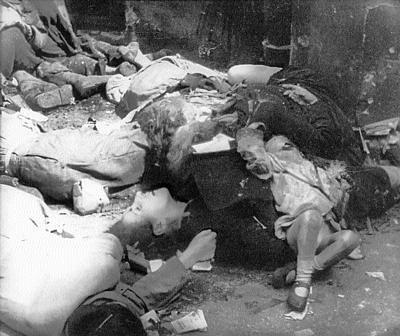
Civils polonais assassinés par la police et les troupes SS à Varsovie, août 1944.

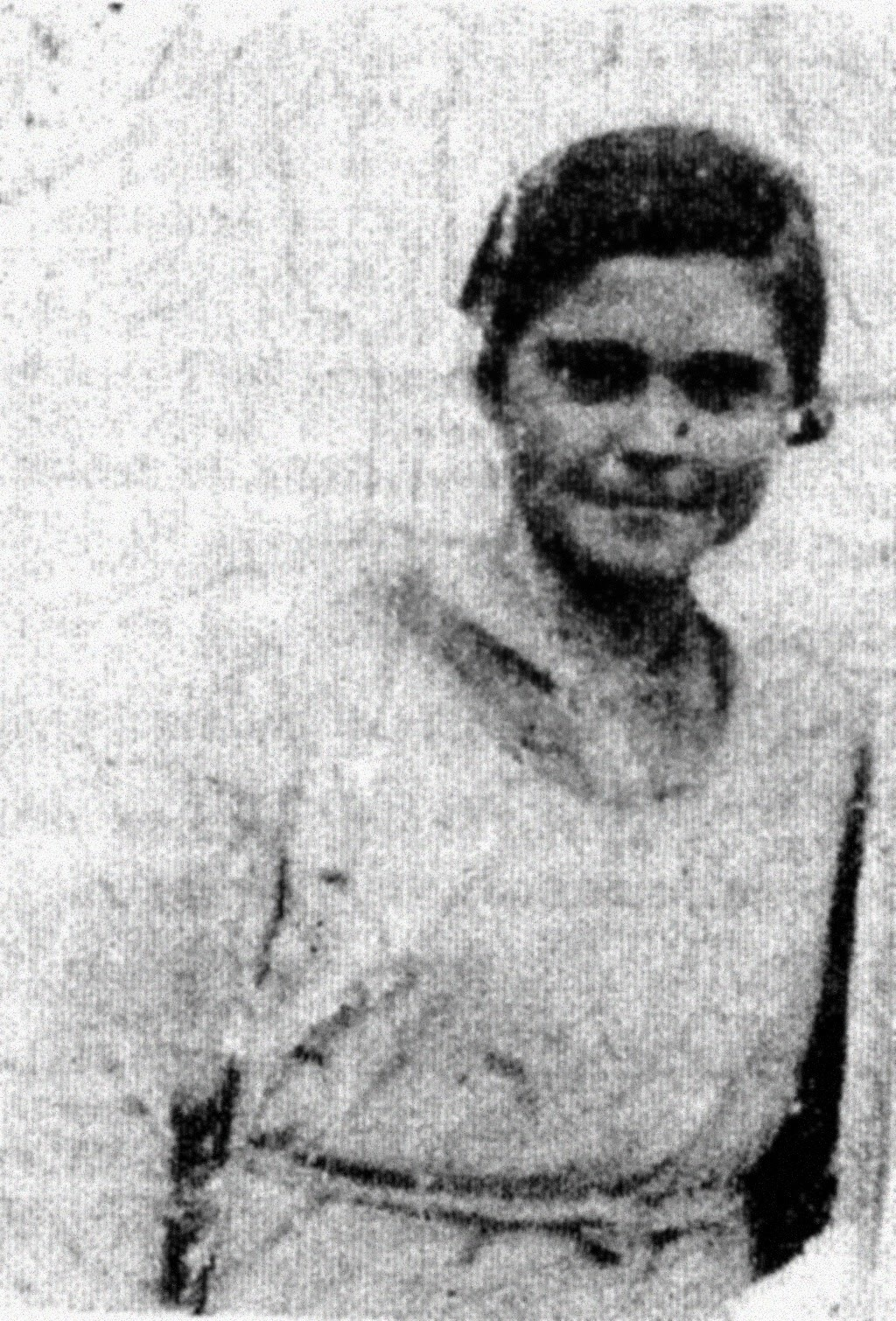
L'adolescente Maravillas Lamberto, violée et assassinée en 1936 pendant la guerre d'Espagne.

Il y a distinction entre « crime de guerre » et « ruse de guerre ».
Tirer sur un parachutiste autre que d'une troupe aéroportée, ou attaquer l'ennemi alors qu'on est venu se présenter à lui avec un drapeau blanc — ou qu'il se présente lui-même avec un drapeau blanc — est un crime de guerre. En revanche, le fait que des membres de l'armée allemande aient revêtu des uniformes alliés pour donner aux convois de fausses indications (afin de permettre la fuite du reste de leur détachement) — manœuvre qui n'avait pas entraîné mort d'homme et n'avait pas non plus pour but de le faire — n'a été considéré que comme « ruse de guerre », au même titre que les « leurres » placés par les Alliés autour de Douvres (plusieurs milliers de chars) pour persuader Hitler de l'imminence d'un débarquement dans le Pas-de-Calais ou que le bombardement d'Abbeville effectué pour faire croire à ce scénario. Une « fausse bannière » peut selon les cas être considérée comme un crime de guerre : par exemple, un navire de guerre peut approcher un navire ennemi en hissant le pavillon de l'ennemi, ou d'un de ses alliés, ou neutre (comme le faisaient les corsaires), mais il devra impérativement hisser ses couleurs nationales avant d'engager le combat pour que cela reste une ruse de guerre. S'il ne le fait pas et qu'il combat avec un autre pavillon, cela devient un crime de guerre.
Le droit des conflits armés n'interdit pas la ruse ou la diversion. Il est licite de chercher à induire l'ennemi en erreur, par exemple en utilisant des leurres qu'il attaquera inutilement ou en cherchant à lui faire croire à une offensive ailleurs et à un autre moment que celui auquel elle aura vraiment lieu. En revanche, s'abriter faussement derrière le droit des conflits armés est qualifié de « perfidie » et constitue un crime de guerre. Faire croire à une reddition pour attaquer ensuite ou abriter des combattants derrière l'emblème protecteur de la Croix-rouge sont des perfidies.

## Prévention et répression des crimes de guerre en droit international

### Cadre juridique
Les conventions de Genève sont quatre traités adoptés et continuellement mis à jour de 1864 à 1949 avec des protocoles additionnels. Elles représentent la base légale et le cadre dans lequel se fait la conduite de la guerre sous les lois internationales. Chaque État membre a ratifié les conventions, lesquelles sont universellement acceptées comme droit international coutumier, applicable à chaque situation de conflit armé dans le monde. Cependant, le Protocole additionnel à la Convention de Genève adopté en 1977, contenant les protections les plus pertinentes et détaillées du droit international humanitaire pour les personnes et les biens en « temps de guerre moderne » n'est pas ratifié par plusieurs États régulièrement engagés dans des conflits armés, notamment les États-Unis, Israël, l'Inde, le Pakistan, l'Irak, l'Iran et autres.
Toutes les conventions furent révisées et étendues en 1949 :
- première convention de Genève pour l'amélioration du traitement des blessés de l'armée de terre (1864 et 1949) ;
- deuxième convention de Genève pour l'amélioration du traitement des blessés de la marine (1906) ;
- troisième convention de Genève sur le traitement des prisonniers de guerre (1929 et 1949) ;
- quatrième convention de Genève sur la protection des civils en temps de guerre (1899, 1907 et 1949).

Trois protocoles additionnels ont été adoptés :
- Protocole I (1977) sur la protection des victimes de conflits armés internationaux ;
- Protocole II (1977) sur la protection des victimes de conflits armés non internationaux ;
- Protocole III (2005) adoptant le losange rouge sur fond blanc, permettant aux Sociétés nationales de secours aux blessés ne désirant pas adopter la croix rouge ou le croissant rouge comme signe distinctif de devenir membre du Mouvement international de la Croix-Rouge et du Croissant-Rouge, et de bénéficier de la protection que les conventions de Genève leur garantissent.

### Procès et juridictions

#### Procès de Leipzig
Un petit nombre de militaires allemands de la Première Guerre mondiale ont été jugés en 1921 par la Cour suprême d'Allemagne pour crimes de guerre présumés.

#### Le procès de Nuremberg 1946
Le concept moderne de crime de guerre a été développé plus en détail sous les auspices des procès de Nuremberg basés sur la définition écrite dans la charte de Londres qui a été publiée le 8 août 1945. En plus des crimes de guerre la charte définit les crimes contre la paix et crimes contre l’humanité, qui sont souvent commis pendant les guerres et vont de pair avec les crimes de guerre.

#### Tribunal militaire international pour l'extrême-Orient
Aussi connu comme le procès de Tokyo ou le tribunal de crimes de guerre de Tokyo, il a été convenu le 3 mai 1946 de juger les dirigeants de l'empire du Japon pour trois types de crimes commis durant la Seconde Guerre mondiale :
- Classe A : Crimes contre la paix ;
- Classe B : Crimes de guerre ;
- Classe C : Crimes contre l'humanité.

#### Cour pénale internationale de 2002
La Cour pénale internationale est issue de l'entrée en vigueur, en 2002, du statut de Rome, ratifié par 123 États. Son premier procès, contre Thomas Lubanga, commence en 2009. Elle peut juger les personnes accusées de crime de guerre, mais aussi de génocide, de crime contre l'humanité et de crime d'agression.

### Question des réparations
L'évêque Étienne de Tournai est le premier juriste européen à tenter d'obtenir réparation pour crimes de guerre en demandant au roi du Danemark, Knut VI (1182-1202), la restitution de biens volés lors de razzias des Vikings sur Paris au milieu du IXe siècle. Tout en reconnaissant que le roi ne descendait pas en ligne directe des auteurs de ces expéditions, il suggère que toute sa famille en a certainement tiré profit et qu'il a donc une responsabilité morale.

#### Dette allemande
L'Allemagne, l'un des acteurs majeurs de la tragédie de l'Holocauste, a dû payer d'importants montants à plusieurs pays en guise de compensation financière. La Grèce en 1959 a reçu 115 millions de marks en faveur des familles de victimes nazies. Ces réparations de crimes de guerre restent extrêmement faibles.

### Articles liés
- Tueries de masse
- Droit des conflits armés
- Crime contre la paix
- Crime d'agression
- Crime contre l'humanité
- Atrocités allemandes en 1914
- Crimes de guerre de la Wehrmacht
- Crimes de guerre nazis en Union soviétique
- Crimes de guerre de l'Armée rouge pendant la Seconde Guerre mondiale
- Crimes de guerre en Pologne occupée pendant la Seconde Guerre mondiale
- Crimes de guerre du Japon Shōwa
- Crimes de guerre des Alliés
- Crimes de guerre des États-Unis
- Crimes de guerre de la fédération de Russie
- Crimes de guerre lors de l'invasion russe de l'Ukraine en 2022
- Apologie de crime de guerre
- Compétence universelle